# Cathédrale Notre-Dame-des-Douleurs de Wrexham
La cathédrale Notre-Dame-des-Douleurs (en anglais : Cathedral Church of Our Lady of Sorrows) est une cathédrale catholique de la ville de Wrexham, dans le nord du pays de Galles. Elle est le siège du diocèse de Wrexham.

## Histoire
La cathédrale a été construite à l'origine comme une église paroissiale en 1857. Son architecte, Edward Welby Pugin, a adopté une décoration de style gothique. L'église a remplacé une ancienne chapelle, qui dans les années 1850, a été jugée insuffisante pour la communauté. 
D'autres ajouts ont été réalisés au milieu du XXe siècle, principalement par l'architecte Frederick Roberts de Mold : en 1957 un porche et des sacristies ; puis l'installation de la cathèdre et des stalles des chanoines ; déplacement de l'ancien maître-autel à son emplacement actuel, dans ce qui allait devenir la chapelle du Saint-Sacrement. En 1966 un cloître et une chapelle latérale furent installées.
L'église a été désigné pro-cathédrale en 1898 lors de la création du diocèse catholique romain de Menevia, et elle est devenue un bâtiment classé "Grade II".
La cathédrale abrite le sanctuaire de saint Richard Gwynn, exécuté pour sa foi le 15 octobre 1584 et l'un des quarante martyrs d'Angleterre et du pays de Galles.

## Architecture
Comparée aux œuvres ultérieures d'E.W. Pugin, son style est plutôt sobre, mais son imposante tour à flèche en forme de broche, reconstruite à deux reprises suite à des affaissements miniers, exprime bien le style de l'architecte.
À l'origine, l'église comprenait une nef avec des bas-côtés, une tour sud-ouest, un sanctuaire, une chapelle de la Vierge et une sacristie. Elle est construite en pierre de taille de Minera, avec des assises, et coiffée d'une toiture en ardoise. La tour possède une flèche à broche (broach spire) ornée de lucarnes et des bandes saillantes. Le triforium de la nef à quatre travées est percé d'une rangée de rosaces, et les grandes fenêtres est et ouest impressionnent par leur taille et leur motif de remplage. À l'extrémité ouest se trouve une tribune d'orgue.

## Galerie

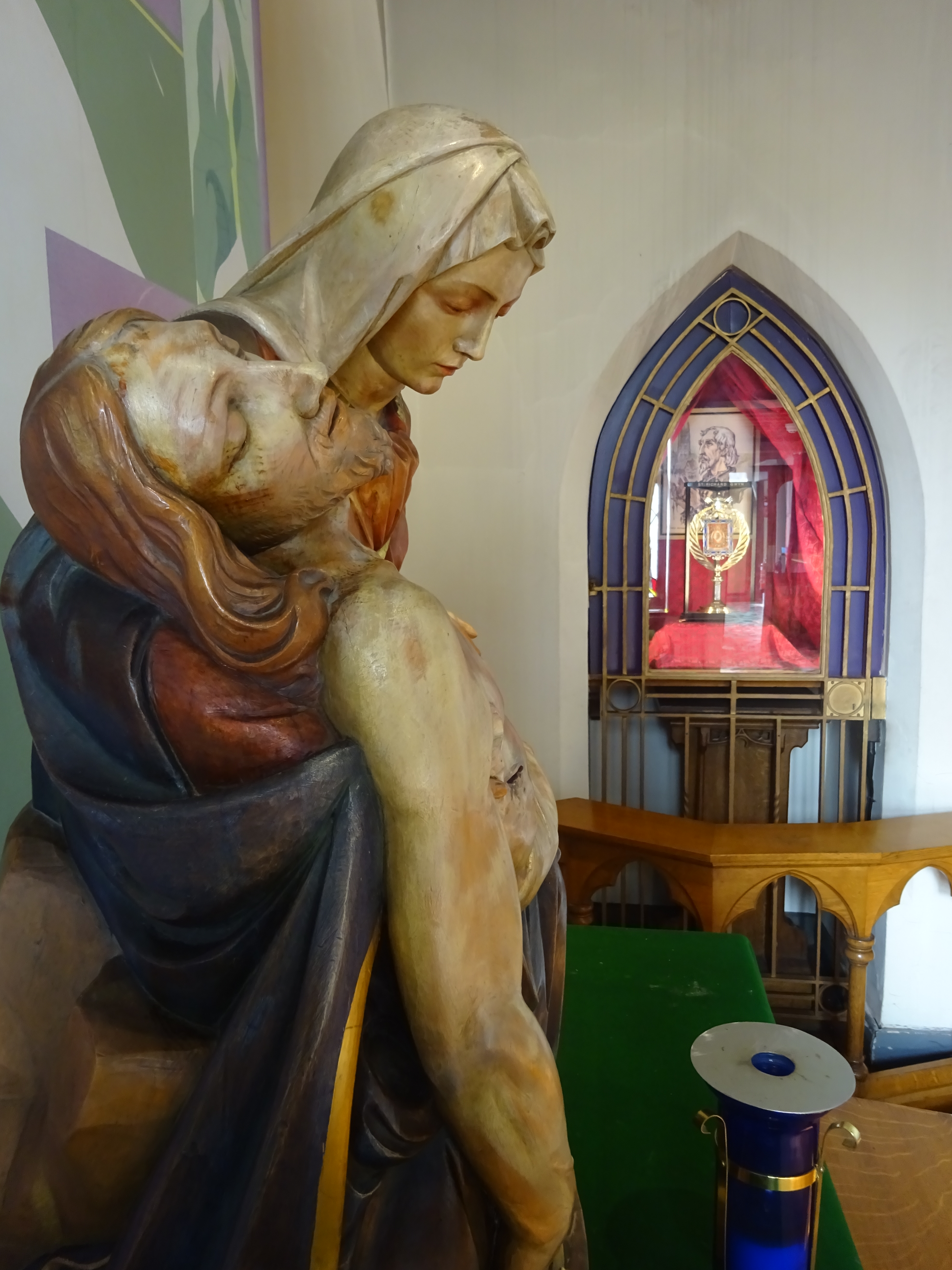
N.-D. des Douleurs et reliquaire de saint Richard Gwyn.
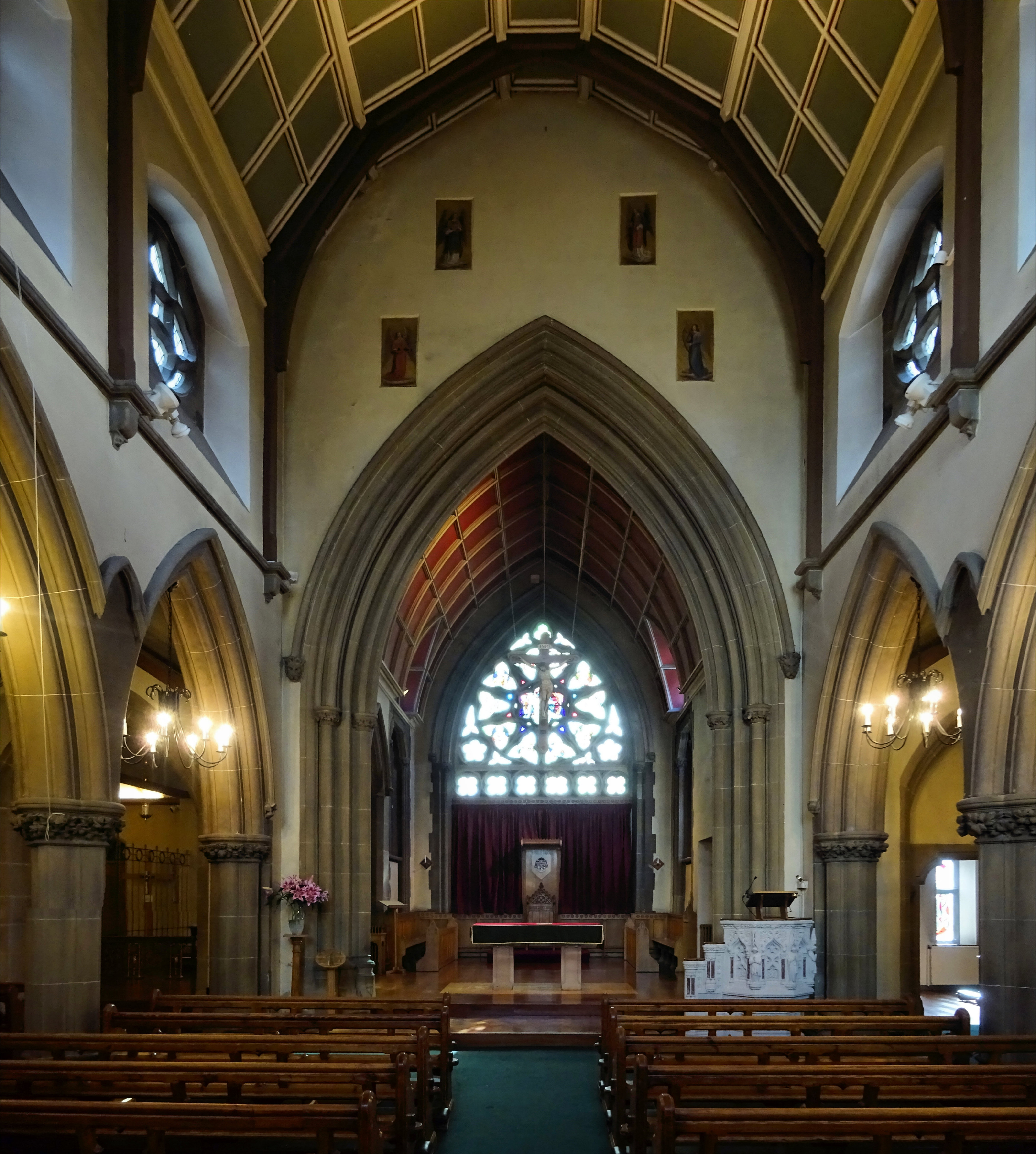
Le chœur.
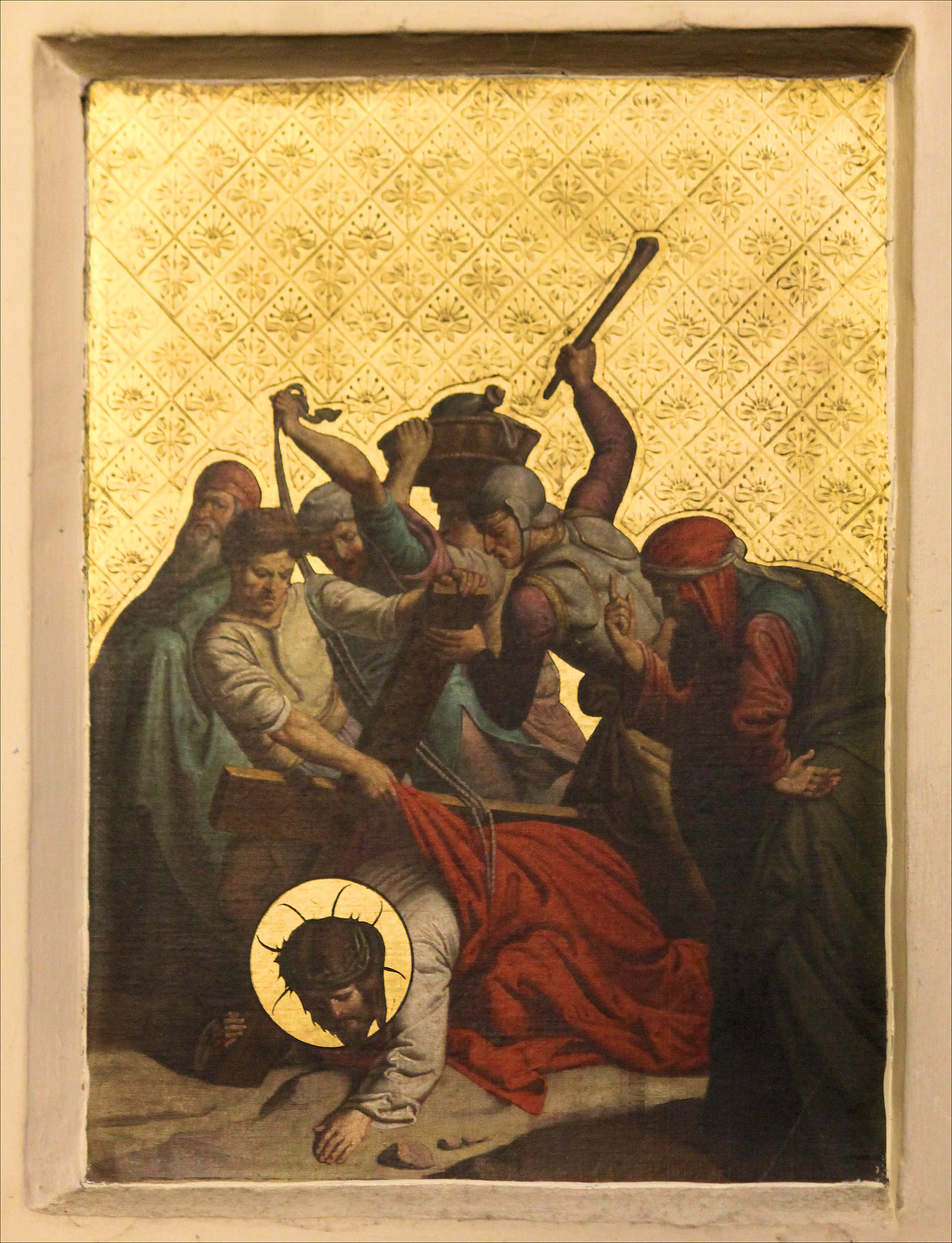
Une station du Chemin de croix

## Source
- (en) Cet article est partiellement ou en totalité issu de l’article de Wikipédia en anglais intitulé « Wrexham Cathedral » (voir la liste des auteurs).